# Szamocin
Szamocin (deutsch Samotschin, 1943–1945 Fritzenstadt) ist eine Stadt in Polens Woiwodschaft Großpolen. Sie ist Sitz der gleichnamigen Stadt-und-Land-Gemeinde mit 7513 Einwohnern (Stand 31. Dezember 2020).

## Geographische Lage
Die Stadt liegt in der historischen Provinz Posen am Netzebruch (Nadnotecki Łęgi), etwa 70 Kilometer nördlich der Stadt Posen und 15 Kilometer ostnordöstlich von Kolmar in Posen.

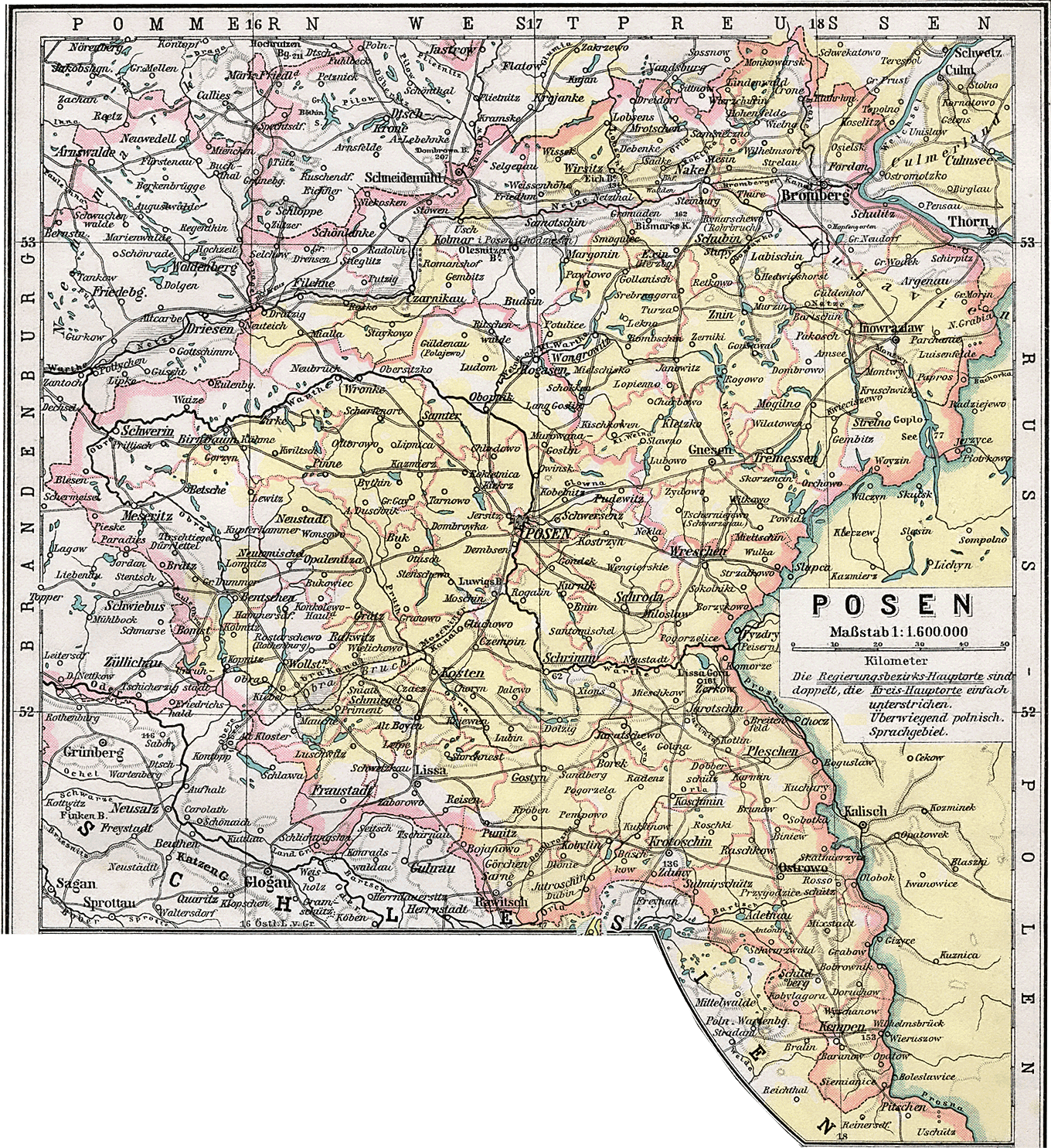
Samotschin nördlich der Stadt Posen und ostnordöstlich von Kolmar in Posen auf einer Landkarte der Provinz Posen von 1905 (gelb markierte Flächen kennzeichnen Gebiete mit seinerzeit mehrheitlich polnischsprachiger Bevölkerung).

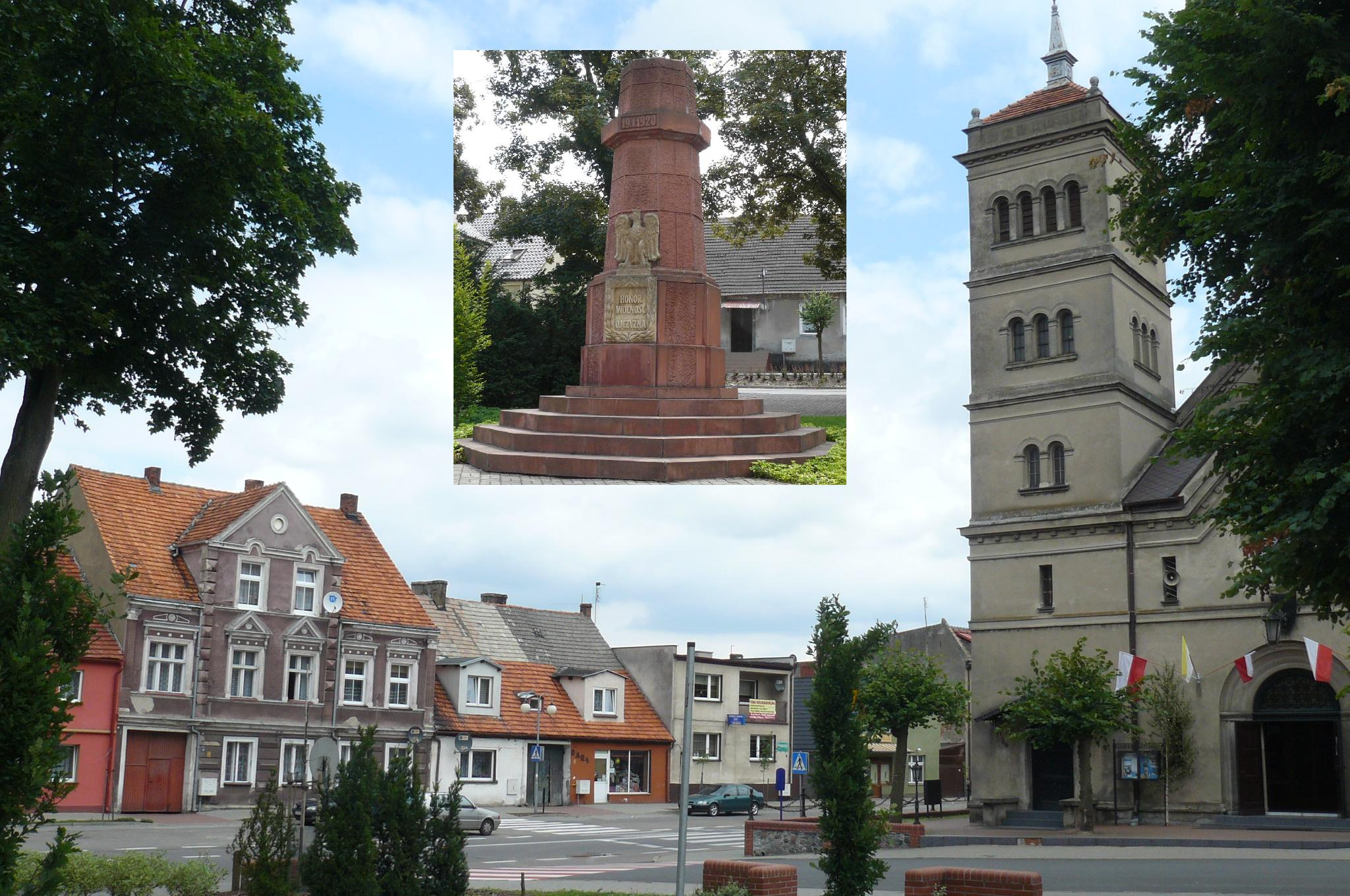
Häuser und Denkmal im Stadtzentrum

## Geschichte
Die erste urkundliche Erwähnung einer Siedlung an der Stelle des heutigen Szamocin namens Szamoczino stammt von 1364. Im 17. Jahrhundert kamen die Grundherren der Ortschaft aus der Familie Unruh. Stadtrecht als Besitz der Familie Bętkowski erhielt Szamocin 1748 von August III. verliehen. Zwei Jahre später ging die Stadt in den Besitz der Familie Raczyński über.
Bei der Ersten Teilung Polens fiel die Stadt 1773 an Preußen. Vor 1789 befand sich die Stadt im Besitz des Woiwoden von Mielzinski. Im 19. Jahrhundert war ein Bankier Lessing Besitzer der Stadt. Mit der Bildung des Herzogtums Warschau 1807 wurde die Stadt Teil desselben. 1815 wurde das Warschauer Herzogtum aufgelöst und das preußische Großherzogtum Posen gegründet, zu dem Samotschin fortan gehörte.
Im 18. Jahrhundert hatte sich das Weberhandwerk zu einem bedeutenden Wirtschaftsfaktor der Stadt entwickelt; bis zu 62 Webereien produzierten in der Stadt. Unter dem Grafen Edward Raczyński war die Stadt im 18. Jahrhundert erweitert worden, und es wurde beispielsweise der zweite Markt, heute Plac Wolności, angelegt. 1831 wurde hier die erste Dampfmaschine in der Provinz Posen in Betrieb genommen. Ein großer Brand vernichtete 1840 große Teile der Stadt. Dies war auch der Beginn des Niedergangs des Textilgewerbes. Der Anschluss an das Schienennetz der Preußischen Staatsbahn von Kolmar i. Posen nach Gollantsch erfolgte 1908. Samotschin hatte zwei Kirchen und eine Synagoge.
Samotschin gehörte bis 1921 zum Kreis Kolmar i. Posen im Regierungsbezirk Bromberg der preußischen Provinz Posen im Deutschen Reich.
Nach dem Ersten Weltkrieg musste die Stadt aufgrund der Bestimmungen des Versailler Vertrags 1921 an die Zweite Polnische Republik abgetreten werden. Beim deutschen Überfall auf Polen besetzte die Wehrmacht am 1. September 1939 die Stadt. Diese wurde anschließend in den Landkreis Kolmar in Posen im Reichsgau Wartheland des Deutschen Reichs eingegliedert. Gegen Ende des Zweiten Weltkriegs besetzte am 22. Januar 1945 die Rote Armee die Stadt. Die verbliebenen deutschen Bewohner wurden vertrieben.
Nach einer Verwaltungsreform war die Stadt ab 1975 Teil der neu gebildeten Woiwodschaft Piła. Seit deren Auflösung 1999 ist Szamocin ein Teil der Woiwodschaft Großpolen.

### Demographie
| Jahr | Einwohnerzahl | Anmerkungen |
| ---- | ------------- | --- |
| 1783 | 0652          | darunter 101 Polen und 18 Juden, der Rest evangelische Deutsche |
| 1788 | 0738          | [ 2 ] |
| 1802 | 1020          | [ 5 ] |
| 1816 | 1121          | darunter 827 Evangelische, 196 Katholiken und 98 Juden; nach anderen Angaben 1016 Einwohner, davon 751 Evangelische, 139 Katholiken, 126 Juden |
| 1821 | 1197          | in 151 Privatwohnhäusern |
| 1826 | 1900          | in 170 Häusern |
| 1837 | 1814          | [ 2 ] |
| 1861 | 2196          | [ 2 ] |
| 1867 | 2156          | am 3. Dezember |
| 1871 | 2123          | deutsche Einwohner, darunter 1220 Evangelische, 420 Katholiken, 480 Juden; nach anderen Angaben 2122 Einwohner, darunter 1335 Evangelische, 367 Katholiken, zehn sonstige Christen, 410 Juden |
| 1880 | 2167          | [ 4 ] |
| 1905 | 2004          | meist Evangelische |
| 1910 | 3034          | am 1. Dezember, davon 1971 in der Stadt (1798 mit deutscher Muttersprache, darunter 1239 Evangelische, 420 Katholiken, neun sonstige Christen und 130 Juden, und 154 mit polnischer Muttersprache, sämtlich Katholiken) sowie 1063 im Gutsbezirk (750 mit deutscher Muttersprache, darunter 612 Evangelische, 127 Katholiken und elf sonstige Christen, und 301 mit polnischer Muttersprache, sämtlich Katholiken) |

## Gemeinde
Zur Stadt-und-Land-Gemeinde (gmina miejsko-wiejska) Szamocin gehören die Stadt selbst und 11 Dörfer mit Schulzenämtern.

### Partnerschaft
Die Gemeinde Szamocin unterhält eine Partnerschaft mit der Gemeinde Grasberg in Deutschland.

## Kultur und Sehenswürdigkeiten

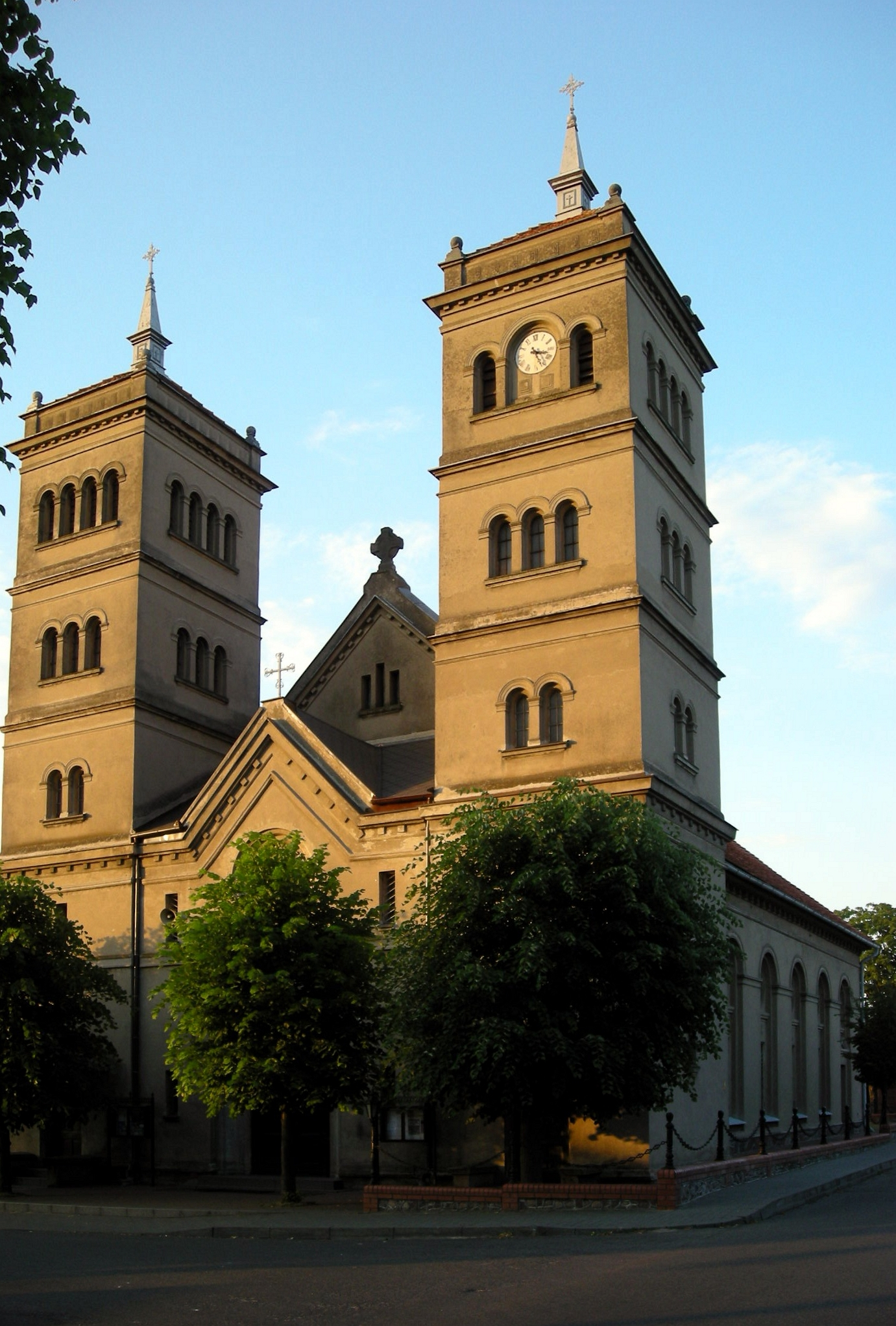
Sankt-Peter-und-Paul-Kirche

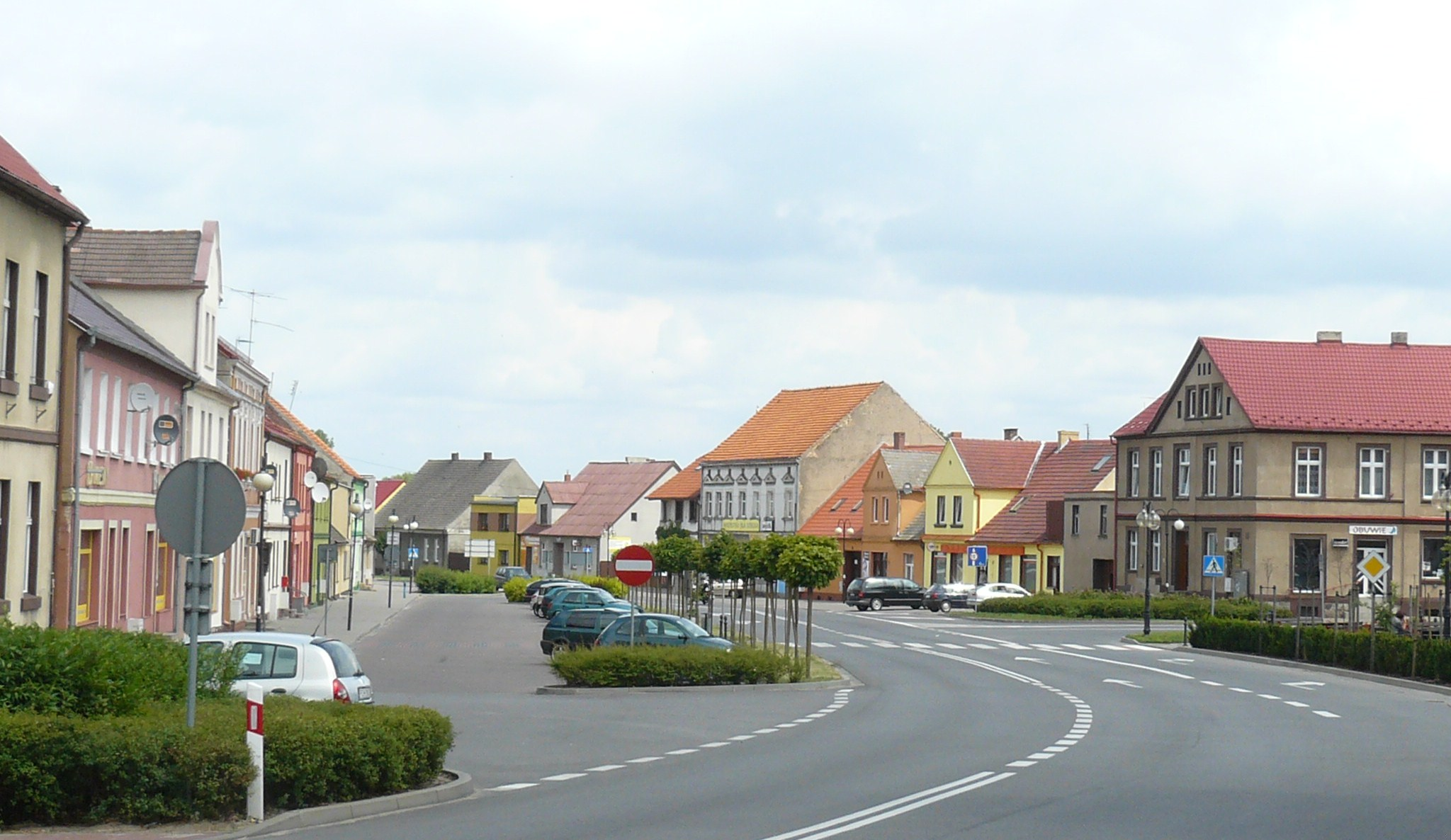
Straßenzug mit dem Rathaus im Hintergrund

- die Stadtpfarrkirche vom Anfang des 20. Jahrhunderts
- die Sankt-Peter-und-Paul-Kirche (kościół pw. Św. Piotra i Pawła) aus dem 19. Jahrhundert
- ein Getreidespeicher vom Anfang des 19. Jahrhunderts
- Tuchmacherhäuser in der Straße Hallera

## Verkehr
Der Flughafen Poznań-Ławica ist der nächste internationale Flughafen und liegt etwa 70 Kilometer südlich des Ortes.
In der Stadt kreuzen sich die Woiwodschaftsstraße 190 und 191.

## Persönlichkeiten
- Arnold Seligsohn (1854–1939), Jurist
- Ernst Toller (1893–1939), Politiker und Schriftsteller
- Eberhard Lutze (1908–1974), deutscher Kulturabteilungsleiter in Bremen
- Heinz Seelig (1909–1992), deutsch-israelischer Maler und Innenarchitekt
- Alfred Ziethlow (1911–2003), Maler und Zeichner; lebte die ersten neun Jahre in Szamocin
- Bartosz Ślusarski (* 1981), Fußballspieler
- Radosław Cierzniak (* 1983), Fußballer